# Liza Soberano
Hope Elizabeth Soberano, detta Liza (Santa Clara, 4 gennaio 1998), è un'attrice filippina.
La sua carriera attoriale è incominciata ad inizio anni 2010 attraverso l'interpretazione di piccoli ruoli in serie televisive e film filippine, tra cui Wansapanataym (2011), Kung Ako'y Iiwan Mo (2012), She's the One (2013) e Deve Must Be... Love (2013). Il suo primo ruolo da co-protagonista è stato nella serie televisiva Forevermore (2014–2015) insieme a Enrique Gil, con il quale da allora ha fatto coppia fissa in altre opere audiovisive come Just The Way You Are (2015), Everyday I Love You (2015), My Ex and Whys (2017), Alone/Together (2019) e nelle serie Dolce Amore (2016), Bagani (2018) e Make It with You (2020).

## Filmografia parziale

### Cinema
- Must Be... Love (2013)
- She's The One (2013)
- Just The Way You Are (2015)
- Everyday I Love You (2015)
- My Ex and Whys (2017)
- Alone/Together (2019)
- Lisa Frankenstein, regia di Zelda Williams (2024)

### Televisione
- Wansapanataym: Mac Ulit-Ulit, serie TV (2011)
- Kung Ako'y Iiwan Mo, serie TV (2012)
- Maalaala Mo Kaya: Singsing, serie TV (2012)
- Dolce amore, serie TV (2016)
- Maalaala Mo Kaya: Korona, serie TV (2017)
- Bagani, serie TV (2018)
- Make It with You, serie TV (2020)
- Trese, serie animata (2021)